# La danza de las mil tierras
La danza de las mil tierras es el octavo álbum de estudio de la banda madrileña Ñu, editado por SMD Records en 1994.
El disco constó originalmente de 12 canciones, en 1999 fue reeditado por el sello de José Carlos Molina: A la Caza de Ñu Producciones, en edición remasterizada, con diferente portada y 3 temas extra grabados en directo.

## Temas
1. Cruz de hierro - 4:15
2. La danza de las mil tierras - 4:20
3. Animales sueltos - 4:04
4. Vampiro y amante - 5:02
5. El teatro de la suerte - 5:42
6. Pícaro - 4:50
7. Campo yermo - 4:20
8. Hechiceros - 5:25
9. Perro labrador - 4:27
10. Viejo lobo de mar - 6:44
11. Danzarina privada - 5:00
12. Vivir en deshonra - 5:10

### Pistas adicionales reedición 1999
Grabados en directo el 29 de marzo de 1996 en la Sala Canciller de Madrid.
- Cruz de hierro - 4:23
- Animales sueltos - 3:51
- La danza de las mil tierras - 4:20

## Músicos
- José Carlos Molina - voz, flauta, teclados, pandereta
- Carlos Kakutani - guitarra
- Javier Rocaberti - bajo
- Luis García - batería